# Bödeln
Bödeln är en roman från 1933 respektive ett skådespel från 1934 av den svenske författaren Pär Lagerkvist.

## Romanen
Romanen är en reaktion på nazismens framväxt och behandlar människans relation till det onda. Den väckte stor uppmärksamhet internationellt, då den utkom och trycktes i ett flertal upplagor, då ämnet var högaktuellt och inte många svenska författare skrev om den samtida dramatiska utvecklingen i Tyskland. Boken väckte även indignation från såväl nazityskt håll som från sympatiserande svenska grupper.

## Dramat
På regissören Per Lindbergs initiativ vidareutvecklade Lagerkvist berättelsen till ett skådespel, som också väckte stor uppmärksamhet i flera länder. Pjäsen fick sin urpremiär på Den Nationale Scene i Bergen i Per Lindbergs regi den 23 oktober 1934 och sattes året därpå även upp i Oslo och bådadera blev stora framgångar. Den 28 december 1934 hade pjäsen sverigepremiär på Vasateatern i Stockholm med Gösta Ekman i titelrollen, men mottogs där med svalare intresse och större motstånd från de nazistvänliga grupperna.

## Handling
Romanen utspelar sig i två tidsplan: medeltid och 1930-tal (som var nutid när boken skrevs). Den gemensamma nämnaren i de båda delarna är rummet som berättelsen är förlagd till: kroglokalen. Även bödeln är närvarande i de båda avsnitten. I den medeltida delen sitter en grupp män och diskuterar kring ett bord. Ämnet de behandlar är ondskan och de delger alla erfarenheter kopplade till detta. Bödeln intar en perifer roll och deltar inte i diskussionen.
I bokens andra del är handlingen förlagd till en danslokal där många människor samlats. En jazzorkester bestående av färgade musiker underhåller på en scen. När musikerna tar en paus för att äta, förvägras de detta av en nazist. Tumult utbryter och flera av musikerna skjuts till döds. I den andra delen sitter bödeln mitt ibland de andra gästerna. Boken avslutas med att bödeln håller ett tal till de andra gästerna där han uttrycker sin bistra syn på mänskligheten.